# Mercedes-Benz W154
Mercedes-Benz W154 je Mercedesov dirkalnik, ki je bil v uporabi v sezonah 1938 in 1939, ko so z njim dirkali Rudolf Caracciola, Hermann Lang, Manfred von Brauchitsch in Richard Seaman. Rudolf Caracciola je z njim osvojil naslov prvaka v sezoni 1938, naslov v 1939 pa zaradi izbruha druge svetovne vojne uradno bi bil podeljen. 
W154 je bil zgrajen zaradi spremembe pravil s strani AIACR, ki so kapaciteto super kompresorskih motorjev omejevale na 3000 cm³, Mercedesov dirkalnik W125, ki so ga uspešno uporabljali v prejšnji 1937, pa je imel kapaciteto motorja kar 5600 cm³, zato ni bil več primeren. Mercedes se je določil le za predelavo dirkalnika W125, ki je bil zelo uspešen, da bi zadostil pravilom in obdržal svojo hitrost, predvsem šasija in vzmetenje sta močno temeljila na dirkalniku W125. Motor M154 V12 je lahko razvil moč 425-474 KM. Menjalnik je imel eno prestavo več od dirkalnika W125, tako da je bil petstopenjski. 
Dirkalnik je bil eden najuspešnejših sploh, saj je zmagal na enajstih dirkah od šestnajstih, na katerih je nastopil. Od tega je bilo osem dirk prvenstvenih, od katerih je na petih zmagal dirkač z dirkalnikom W154, ob tem pa so še devetkrat stali na stopničkah za zmagovalce. 

## Evropsko avtomobilistično prvenstvo
(Legenda) (odebeljene dirke pomenijo najboljši štartni položaj)
| Leto | Moštvo          | Motor              | Dirkači                 | 1   | 2   | 3   | 4   |
| ---- | --------------- | ------------------ | ----------------------- | --- | --- | --- | --- |
| 1938 | Daimler-Benz AG | Mercedes-Benz M154 |                         | FRA | NEM | ŠVI | ITA |
| 1938 | Daimler-Benz AG | Mercedes-Benz M154 | Hermann Lang            | 3   | Ret | 10  | Ret |
| 1938 | Daimler-Benz AG | Mercedes-Benz M154 | Manfred von Brauchitsch | 1   | Ret | 3   | Ret |
| 1938 | Daimler-Benz AG | Mercedes-Benz M154 | Rudolf Caracciola       | 2   | 2   | 1   | 3   |
| 1938 | Daimler-Benz AG | Mercedes-Benz M154 | Richard Seaman          |     | 1   | 2   | Ret |
| 1939 | Daimler-Benz AG | Mercedes-Benz M163 |                         | BEL | FRA | NEM | ŠVI |
| 1939 | Daimler-Benz AG | Mercedes-Benz M163 | Hermann Lang            | 1   | Ret | 1   | Ret |
| 1939 | Daimler-Benz AG | Mercedes-Benz M163 | Manfred von Brauchitsch | 3   | Ret | Ret | 3   |
| 1939 | Daimler-Benz AG | Mercedes-Benz M163 | Rudolf Caracciola       | Ret | Ret | 1   | 2   |
| 1939 | Daimler-Benz AG | Mercedes-Benz M163 | Richard Seaman          | Ret |     |     |     |